# Jewgeni Jurjewitsch Dratzew

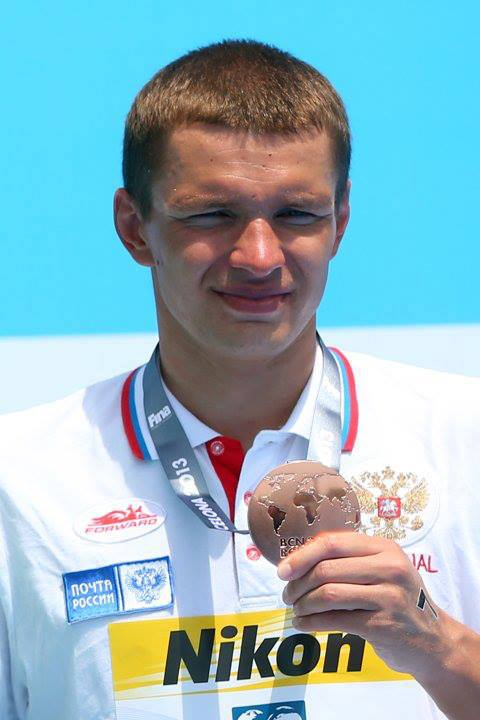
Jewgeni Jurjewitsch Dratzew 2013

Jewgeni Jurjewitsch Dratzew (russisch Евгений Юрьевич Дратцев; * 24. Januar 1983 in Jaroslawl, Russische SFSR, Sowjetunion) ist ein russischer Langstrecken-Schwimmsportler, der sich auf die Freiwasser-Wettbewerbe spezialisiert hat.
Bei den Freiwasserweltmeisterschaften 2006 in Neapel holte er seine erste Medaille über 10 km in 2:10:40 h hinter dem Sieger Thomas Lurz und dem Italiener Valerio Cleri.
Bei den Schwimmweltmeisterschaften 2007 in Melbourne gewann er die Silbermedaille über 5 km in 56:50,7 hinter Lurz und vor dem Griechen Spyros Gianniotis sowie die Bronzemedaille über 10 km hinter seinem Landsmann Wladimir Djattschin und Lurz.
Bei den Olympischen Spielen in Peking wurde er über 10 km Fünfter in 1:52:08,9. Sieger war hier der Holländer Maarten van der Weijden in 1:51:51,6.
Bei den Freiwasserweltmeisterschaften 2010 im kanadischen Roberval wurde er sowohl über 5 km (57:44,1) als auch über 10 km (2:01:00,6) Zweiter. Sieger waren hier jeweils Lurz und Cleri.
Bei den Schwimmeuropameisterschaften 2010 in Budapest wurde er über Dritter über 10 km (1:54:26.6) hinter seinen Dauerkonkurrenten Lurz und Cleri.
Bei den Schwimmweltmeisterschaften 2011 in Shanghai belegte er in 56:18,5 über 5 km den dritten Platz hinter Lurz und Gianniotis.